# イツァムナー

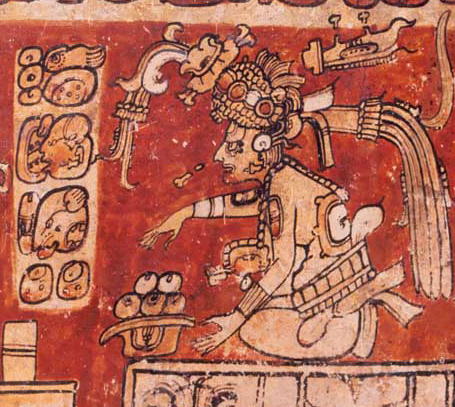
イツァムナー

イツァムナー（Itzamna）は、マヤ神話に登場する神。
完全なる善意を司る存在とされ、温厚で恵み深い存在。人々に文字・カレンダー学・薬学の他、トウモロコシやカカオの栽培方法を伝授した。主神「イツァムナー・ガブル」、太陽神「イツァムナー・キニチ・アハウ」、豊穣神「イツァムナー・カウイル」、雨神「イツァムナー・トル」という4つの名と役割を持つ。イシュ・チェルの夫で、バカブの父。ア・プチに敵対する。フナブ・クー（もしくはキニチ・アハウ）の息子。双頭のイグアナの姿などで登場し、蛇などとも関係が深い。ククルカンやシュピヤコックとも同一視される一方、最も古い時代の神・「D神」と同一の存在とも推測されている。その名はマヤ語で、世界が巨大な爬虫類の体でできているというマヤ人の思想に由来する「イグアナの家」を意味している。